# Sí al amor
Sí al amor, inicialmente titulada Hay que decir sí al amor, es una revista musical con música de Gregorio García Segura, libreto de Manuel Baz e interpretación de Lina Morgan, estrenada en 1983.

## Argumento
Francisca (Lina Morgan) es una mujer a la que las desdichas persiguen: Huérfana de madre, perdió el rastro de su padre y su novio Justino la abandonó. Sobrevive compartiendo piso con su amiga Raquel. su vida cambia cuando accede a simular ser la esposa de un pobre desgraciado para que éste consiga un empleo. Los enredos comienzan cuando empiezan a aparecer los familiares verdaderos de Francisca.

## Historia de la producción
La obra, con el título de Hay que decir sí al amor se estrenó en el Teatro Princesa de Valencia el 15 de noviembre de 1983, para pasar, desde el 16 de diciembre de ese mismo año al Teatro Apolo de Barcelona. Las representaciones debieron interrumpirse el 8 de julio de 1984 por el desprendimiento de retina que sufrió la protaginista.
La función se retomó unos meses más tarde, pero con algunos cambios. Se retituló Sí al amor. Del elenco desapareció el dúo Zori y Santos, que fueron sustituidos por Pedro Peña. Hubo también algún cambio menor en el argumento y los números musicales. Con estas premisas se estrenó en el Teatro La Latina de Madrid el 25 de enero de 1985. Se mantiene en la cartelera madrileña hasta el 30 de marzo de 1986, pasando luego a los Teatros Apolo de Barcelona y Olympia de Valencia donde finalizan las funciones el 30 de mayo de 1987.
Se emitió por La 1 de Televisión española el 11 de enero de 1988, y cosechó una audiencia de 17 millones de espectadores, convirtiéndose de este modo en el espacio más visto en televisión ese año en España. Tiempos en que solo había 2 canales en la oferta televisiva en España (Excepto en Cataluña, País Vasco y Galicia).

## Elenco
- Intérpretes:
  - Lina Morgan ...Francisca
  - Anne Marie Rosier ...	Raquel
  - Pedro Peña ... Nicolás (1985-1987)
  - Tito Medrano	... Jacinto
  - Amelia Aparicio ...	Matilde
  - Ricardo Valle	... César
  - Berto Navarro	... Justino
  - Paloma Rodríguez ... La Concu
  - Fernando Santos (1983-1984)
  - Tomás Zori (1983-1984)

- Dirección: Víctor Andrés Catena.
- Coreografía: Mohamed B. Júnior.
- Escenografía: Alfonso Barajas.
- Figurines: José Miguel Ligero.

## Números musicales
- El gran día
- Gracias por venir
- Gran Casino
- Ballet Clásico
- Los Monaguillos, Que sí al amor
- El futuro
- El amor en Rock
- Tango Milonga
- Apoteosis final.